# Francion
Pour le personnage de Sorel, voir Histoire comique de Francion.
Francion (latin : Francus) aurait été un prince troyen, rescapé avec quelques compagnons de la prise de sa cité par les Grecs vers 1300 avant notre ère. Il aurait ensuite migré vers l'Europe centrale, sur les rives du Danube, où il aurait fondé Sycambria, dont il serait devenu le roi. De Frédégaire au VIIe siècle à Pierre de Ronsard au XVIe siècle, les historiens et les poètes ont donné plusieurs versions de son origine et de sa vie mais tous en ont fait l'ancêtre éponyme de la nation française et de ses rois. À partir du XVIIe siècle, le personnage de Francion et la légende de l’origine troyenne des Francs sont peu à peu tombés dans l'oubli.
Sous l'Ancien Régime, les listes des rois de France commençaient avec Pharamond et ne tenaient pas compte de Francion qui d'ailleurs ne fut jamais présenté comme un roi de France. Dans les grandes chroniques de France qui relataient l'origine troyenne des Francs, la création de la royauté est postérieure à l'arrivée des Francs dans la Gaule du Nord avec Marcomir.

## Biographies

### Francion cousin d'Enée pour Frédégaire
La première apparition de Francion remonte à l'Historia francorum (vers 660) de Frédégaire. Francion est un personnage dont le destin est très similaire à celui d'Énée, le fondateur d'Alba. Pour égaler les Romains et même les surpasser, Frédégaire évoque l'existence d'un cousin d'Énée, portant le nom évocateur de Francion et qui, à l'image du Père des Romains, parvient à s'échapper de Troie en flammes avec une poignée de compagnons (ou seul, selon certaines versions qui louent son courage lors de son voyage vers le Nord). Il s'installe avec d'autres rescapés troyens sur un territoire compris entre le Rhin et le Danube et fonde avec eux une puissante ville nommée Sicambrie. Il bat les Alains et son nom signifie féroce. Devenu chef des rescapés troyens, sa lignée se serait perpétuée jusqu'à Marcomir puis Pharamond et par conséquent aurait continué avec les Mérovingiens, les Carolingiens et les Capétiens.

### Francion fils d'Hector et petit-fils de Priam pour Guillaume Le Breton et Rigord
Pour Guillaume Le Breton et pour Rigord, Francion serait directement d'ascendance royale comme fils d'Hector et petit-fils de Priam. Au Moyen Âge, Hector est considéré comme un des Neuf Preux. Cette nouvelle ascendance confère un surcroît de prestige à Francion et à ses descendants francs et français. Cette ascendance a néanmoins un inconvénient : les textes antiques ne mentionnent comme fils d'Hector qu'Astyanax que la plupart disent mort lors de la prise de Troie. Des auteurs médiévaux imaginent qu'Astyanax a finalement attendri les Grecs par sa beauté et aurait été surnommé par eux Francus ou Francion à cause de sa hardiesse.

### Francion d'ascendance gauloise pour Jean Lemaire de Belges
En publiant vers 1500 ses Illustrations de Gaule et Singularité de Troie, Jean Lemaire de Belges renouvelle les origines de Francion. Jean Lemaire de Belges reconstruit la légende de l'origine troyenne des Francs en faisant non des Troyens les ancêtres des Gaulois mais des Gaulois les ancêtres des Troyens. 
Avec Jean Lemaire de Belges, l'histoire des Gaulois passe au premier plan. La Gaule fut selon lui peuplée par Samothès, quatrième fils de Japhet (qu'une longue tradition présente comme l'ancêtre des Européens). Ses successeurs règnent sur un peuple instruit, disciplinés par les lois, remarquable par sa religion. Les Gaulois bâtissent des cités et créent des universités. Le frère de l'un de leurs rois est proscrit par les siens : il s'enfuit en Asie et fonde Troie, apportant à la Grèce la culture gauloise. Comme les celtes de Galatie, Troie est donc d'origine gauloise. Ce remaniement est centré sur les Gaulois indigènes en Gaule depuis les temps bibliques. 
En se fondant sur Darès, Ditis et Homère, Lemaire de Belges décrit la guerre de Troie et la fuite du prince troyen Francion vers la Gaule où il s'établit. Mais il s'agit dans cette version d'un retour sur la terre de ses ancêtres où il est bien accueilli par ses cousins gaulois alors que dans les versions médiévales Francion arrive dans un pays vide d'habitants et avec lequel il n'a pas de lien.
D'autres rescapés Troyens fondent un État autour de la ville de Sicambrie (mais dans cette version sans Francion). Plusieurs siècles après ces événements, les descendants de ces habitants de Sicambrie, séduits par la bonté d'Octave, se donnent à Rome et ils émigrent vers la Germanie puis en Gaule où les attendent les descendants de Francion et de ses compagnons.

### Francion héros de la Franciade pour Pierre de Ronsard
En 1572, Pierre de Ronsard fit de Francion (nommé Francus) le héros de son épopée nationale, La Franciade. La Franciade est le titre du poème épique dont Pierre de Ronsard voulut doter la France à la demande de Charles IX mais qu'il n'eut pas la force d'achever. Poète à la Cour, engagé dans la poésie civique, Ronsard rêvait d’offrir à la France perdue en guerres intestines une épopée homérique qui chanterait, en douze ou vingt-quatre chants, la grandeur du pays et de ses héros, depuis leurs origines légendaires. 
L'écriture des quatre premiers livres répondait à la confiance unanime de ses pairs de la Pléiade qui l’avaient désigné comme le successeur d’Homère en France. Ronsard se lança donc dans un projet dont l’idée apparaît pour la première fois dans l’Ode de la Paix. 
Ronsard décida donc de décrire les aventures de Francion, fils du troyen Hector. Francion entreprend, à la demande des Dieux, un grand voyage vers la Gaule. Après avoir essuyé une grosse tempête, la flotte doit accoster en Provence où elle est accueillie par Dicée, le roi du pays, qui lui offre asile. Dans le but de le remercier, Francus combat et tue le géant qui retenait prisonnier son fils, Orée. Dicée lui offre alors sa fille Hyante. Celle-ci possède des dons de prophétie et lui révèle que ses descendants seront les souverains de la France. Hyante lui raconte ainsi leur histoire et celle de la future France jusqu'à Charles Martel.